# شبنم عرب
شبنم عرب خابوری گل شکانانی (زاده ۴ اردیبهشت ۱۳۷۶) بازیکن راست دست هاکی روی یخ اهل ایران است. 
عرب عضو تیم آیس باکس ایران مال و مدافع تیم ملی هاکی روی یخ بانوان ایران است. وی در مسابقات هاکی روی یخ بانوان قهرمانی آسیا و اقیانوسیه ۲۰۲۳ به مدال تیمی نقره دست یافت.
عرب در این بازی‌ها در هر ۶ مسابقه به میدان رفت.